# Sementron
Sementron település Franciaországban, Yonne megyében. Lakosainak száma 104 fő (2022. január 1.). Sementron Levis, Lain, Ouanne, Sougères-en-Puisaye és Les Hauts de Forterre községekkel határos.

## Népesség
A település népessége az elmúlt években az alábbi módon változott:
| Lakosok száma | 116  | 117  | 110  | 106  | 104  | 103  | 102  | 104  |
|               | 2013 | 2015 | 2017 | 2018 | 2019 | 2020 | 2021 | 2022 |